# Glaphyra liukueiensis
Glaphyra liukueiensis là một loài bọ cánh cứng trong họ Cerambycidae.